# Lingua caraima
La lingua caraima o karaim (nome nativo Karaj tili) è una lingua turca parlata in Lituania e Ucraina.

## Distribuzione geografica
Un tempo presenti anche nell'originaria Crimea, oggi i parlanti di lingua caraima si concentrano in due enclave. La più piccola copre una ristretta area dell'Ucraina occidentale, tra la città di Luc'k (in karaim "Luck"), in Volinia, e di Halyč (karaim "Gálič"), nell'oblast' di Ivano-Frankivs'k, a sud di Leopoli (karaim "Ilov"). I parlanti sono al massimo poche centinaia, probabilmente molti meno.
Più popolosa è la comunità dei caraimi in Lituania, concentrati a Trakai (karaim "Trox") ma con piccole presenze anche a Panevėžys e a Vilnius. La lingua caraima è conosciuta da qualche centinaia di persone, tutte bilingui (oltre al karaim, parlanti anche di lingua lituana) se non trilingui (diffusa la conoscenza della lingua russa).
Secondo stime del 2014, la lingua è parlata da 81 persone.

## Dialetti e lingue derivate
Alle tre aree d'insediamento caraimo (Crimea, Ucraina, Lituania) corrispondono - o corrispondevano, stante l'estinzione della varietà crimeana - altrettante varietà dialettali, che si distinguono per i diversi influssi linguistici subiti.

## Classificazione
La lingua caraima appartiene al gruppo delle lingue altaiche.
Secondo Ethnologue, la classificazione della lingua caraima è la seguente:
- Lingue altaiche
  - Lingue turche
    - Lingue turche occidentali
      - Lingue ponto-caspiche
        - Lingua caraima

## Storia
I primi documenti in lingua caraima risalgono al XVI secolo per la varietà ucraina (Halyč) e al XVIII per quella lituana (Trakai).

## Grammatica
Le strutture turche originarie hanno risentito fortemente dell'influsso delle lingue slave e della lingua ebraica, dalle quali hanno derivato anche l'ordine delle parole.

## Sistema di scrittura
I primi testi furono redatti in alfabeto ebraico; in seguito furono utilizzati sia l'alfabeto cirillico, per le aree soggette all'Impero russo, sia quello latino per le regioni sottomesse alla Polonia.

## Testo d'esempio
СОНДРАГИ́ КЛЕГІ́М
Елсе́м, достла́р,
Болсу́н ґері́м
Кен да авла́к ерлерінде́
Укра́йнанин, ол сівімлі́м,
Кен тізлері́
Кі керінґе́й,
Ол Дніпрону́н екірмеґі
Ба́рца анда́н есітільґе́й.
Укра́йнадан
Кен тенґізґе́
Дусма́н кани́н ол ельткенде́
О́лвахтин мен — айта́м сізґе́ —
Тізні́, тавни́
Мен калдири́рм
Да Йогарги́ Тенрімізґе́
Уца́рмен мен да я́лбарирм —
Тек га́лі мен
Бі́лмейм Ати́н…
Сіз і́зніз кул буговлари́н,
Те́кніз яма́н дусма́н кани́н
Да азатла́р
Янги́ дорда́
Унутмаґайсіз сіз мені́,
Якси́ тутка́йсіз сагинцта́